# Lac aux Rats
Lac aux Rats är en sjö i Kanada.   Den ligger i regionen Saguenay–Lac-Saint-Jean och provinsen Québec, i den östra delen av landet, 500 km nordost om huvudstaden Ottawa. Lac aux Rats ligger 184 meter över havet. Arean är 9,5 kvadratkilometer. Den sträcker sig 16,6 kilometer i nord-sydlig riktning, och 2,4 kilometer i öst-västlig riktning.
I omgivningarna runt Lac aux Rats växer i huvudsak blandskog. Trakten runt Lac aux Rats är nära nog obefolkad, med mindre än två invånare per kvadratkilometer.